# Kaplja vas, Sevnica
Kaplja vas je naselje v Občini Sevnica.